# Arthur P. Dempster

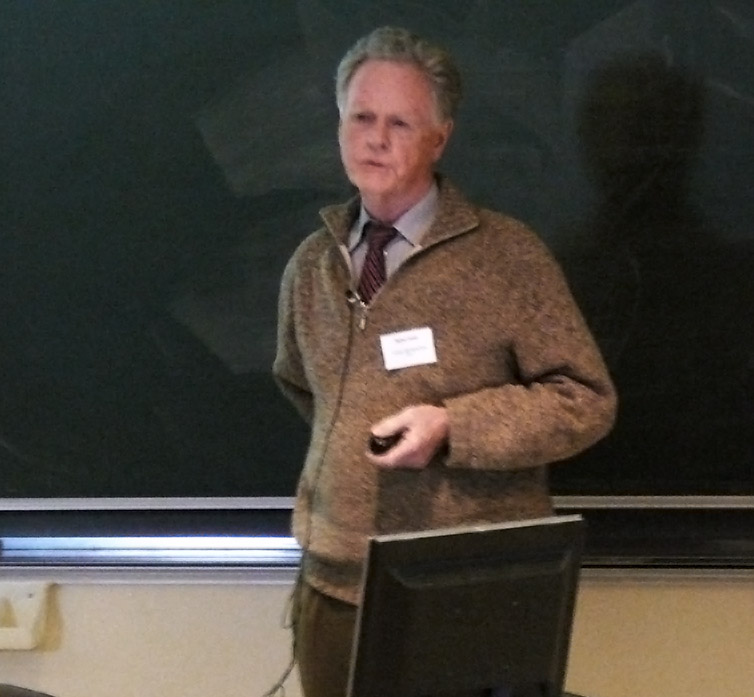
Arthur P. Dempster

Arthur Pentland Dempster (* 1929) ist emeritierter Professor an der Harvard University und ein bekannter mathematischer Statistiker.

## Leben und Wirken
Dempster studierte Mathematik und Physik an der University of Toronto und promovierte 1956 bei John Tukey über The two-sample multivariate problem in the degenerate case. Seit 1958 ist er Professor an der Harvard University. Dort war er 1969–1975, 1977–1979 und 1982–1985 Chair des Department of Statistics.
Bedeutende wissenschaftliche Beiträge liegen auf dem Gebiet der Evidenztheorie, die heute oft Dempster-Shafer-Theorie genannt wird. Eine große Rolle spielt in dieser Theorie die sog. Dempster rule of combination, die in gewisser Hinsicht eine Verallgemeinerung der bayesschen Regel darstellt. Des Weiteren ist Dempster wesentlich beteiligt an der Entwicklung des bekannten EM-Algorithmus.

## Auszeichnungen
1962 Fellow der American Statistical Association, 1963 Fellow des Institute of Mathematical Statistics, 1967–1968 Guggenheim Fellow, 1990–1991 Fellow des Center for Advanced Study in the Behavioral Sciences, 1997 Fellow der American Academy of Arts and Sciences.